# Бергенгрюн, Вернер
Ве́рнер Бе́ргенгрюн (нем. Werner Bergengruen, полное имя — Ве́рнер Макс О́скар Па́уль Бе́ргенгрюн (нем. Werner Max Oskar Paul Bergengruen); 16 сентября 1892, Рига, Лифляндская губерния, Российская империя — 4 сентября 1964, Баден-Баден, ФРГ) — немецкий писатель-прозаик, поэт и переводчик.

## Биография
Вернер Бергенгрюн родился в семье балтийских шведов и немцев в Риге (ныне — столица независимой Латвии), бывшей в тот период губернским городом Лифляндской губернии Российской империи. Его отец — Пауль Эмиль Бергенгрюн (1861–1945) был врачом шведского происхождения. Мать — Хелене фон Бёттихер, происходила из немецких дворян. Позже семья переехала в Германию, поселившись в городе Любек, где и прошли детские и юношеские годы Вернера Бергенгрюна. Семья Пауля Эмиля Бергенгрюна покинула Российскую империю в период руссификации прибалтийских губерний и перебралась в Пруссию. 
В 1911 году начал изучать теологию в Марбурге, но вскоре перевёлся на факультеты германистики и истории искусств. Бергенгрюн прервал обучение, так и не получив диплома, и переехал в Мюнхен.
В звании лейтенанта участвовал в Первой мировой войне, а в 1918 году вступил в Прибалтийский ландесвер — армию балтийских немцев, участвовавшую в Гражданской войне в Латвии сперва против Красной Армии — на стороне поборников латвийской независимости, а позже — против сражавшихся за независимость Латвии латышских формирований и помогавшей им эстонской армии.
В 1919 году женился на Шарлотте Хензель (нем. Charlotte Hensel, 1896—1990), дочери математика Курта Гензеля, являвшегося праправнуком известного еврейско-немецкого философа и основоположника движения Хаскала («еврейского просвещения») Мозеса Мендельсона. В браке родилось четверо детей — сыновья Олаф и Александер, а также дочери Луизе и Мария.
В 1923 году начал писать новеллы и короткие рассказы, а в 1927 году принял решение стать профессиональным писателем.
В 1933 году Бергенгрюн, родившийся в семье, исповедовавшей, как и подавляющее большинство балтийских немцев, лютеранство, перешёл в католичество.
Был противником нацистского режима в Германии.
В 1942 году его дом в Мюнхене был разбомблен в ходе бомбардировок немецких городов Британскими Королевскими ВВС.
После Второй мировой войны жил в Швейцарии, а затем в Риме. Позже поселился в Баден-Бадене, где скончался в 1964 году.
Лауреат премии памяти Шиллера (1962).

## Произведения
- «Великий Алкагест» (1926)
- «Империя в развалинах» (1927)
- «Герцог Карл Смелый» (1930)
- «Золотой грифель» (1931)
- «Великий тиран и суд» (роман, 1935)
- «В числе трёх» (новелла, 1937)
- «Смерть в Ревеле» (1939)
- «На небе и на земле» (роман, 1940)
- «Судный день» (1945)
- «Родимое пятно» (1949)
- «Генерал» (1955)